# زمین‌لرزه هند
زمین‌لرزه هند ممکن است به یکی از موارد زیر اشاره داشته باشد:
- زمین‌لرزه ۲۰۱۱ هند
- زمین‌لرزه ۱۹۳۰ هند
- زمین‌لرزه ۱۹۰۵ هند